# Zandwespen
De Bembicini of zandwespen zijn een tribus uit de familie graafwespen en omvat 20 geslachten. Zandwespen zijn predatoren van een gevarieerde groep insecten. Hun nesten bestaan uit korte holen met een enkele kamer. Op de bodem leggen ze hun prooien die als voedsel dienen voor hun larven. De eitjes worden soms al afgezet voor de kamer van genoeg prooien is voorzien. Sommige vrouwelijke wespen bouwen hun nesten dicht bij elkaar wat parasiterende vliegen en wespen aantrekt, sommige daarvan zijn kleptoparasieten. Zandwespen jagen ook op hun eigen parasieten. 

## Geslachten
- Bembix
- Bicyrtes
- Carlobembix
- Chilostictia
- Editha
- Glenostictia
- Hemidula
- Microbembex
- Microstictia
- Rubrica
- Selman
- Steniolia
- Stictia
- Stictiella
- Trichostictia
- Xerostictia
- Zyzzyx